# Linda Klimovičová
Linda Klimovičová (* 18. Juni 2004 in Olmütz) ist eine tschechisch-polnische Tennisspielerin.

## Karriere
Klimovičová spielt hauptsächlich Turniere auf der ITF Women’s World Tennis Tour, wo sie bislang sechs Titel im Einzel und vier im Doppel gewinnen konnte.
Im Oktober 2020 gewann sie das J3-Turnier in Istanbul.
2021 stand sie im Finale des J2 in Šiauliai sowie J1 in Roehampton und gewann im Oktober das J1 von Sanxenx, ihr bislang größter Erfolg auf der ITF Juniors Tour. Sie besiegte im Finale Mirra Andreyevova aus Russland mit 6:1 und 6:2. In Wimbledon erreichte sie im Juniorinneneinzel das Achtelfinale. Im Juniorinnendoppel schied sie mit Partnerin Bianca Behúlová bereits in der ersten Runde aus.
Im Juli erhielt sie eine Wildcard für die Qualifikation zum Hauptfeld des Dameneinzel bei den Livesport Prague Open, wo sie aber nach einer 2:6- und 5:7-Niederlage gegen Anastassija Sacharowa bereits in der ersten Runde ausschied wie auch in der ersten Runde im Damendoppel mit Partnerin Barbora Paličová. Bei den US Open schied sie im Juniorinneneinzel ebenfalls bereits in der ersten Runde aus, konnte aber im Juniorinnendoppel mit Partnerin Dana Guzmán die zweite Runde erreichen. Im Dezember 2021 stand sie zusammen mit Partnerin Lucie Havlíčková im Finale des W25 in Jablonec nad Nisou.
Seit 2024 hat sie auch den Polnischen Pass.

## Turniersiege

### Einzel
| Nr. | Datum             | Turnier             | Kategorie | Belag     | Finalgegnerin          | Ergebnis       |
| --- | ----------------- | ------------------- | --------- | --------- | ---------------------- | -------------- |
| 1.  | 12. Februar 2023  | Scharm asch-Schaich | ITF W15   | Hartplatz | Katarína Kužmová       | 7:5, 63:7, 6:2 |
| 2.  | 12. November 2023 | Solarino            | ITF W25   | Teppich   | Emilie Lindh Gallagher | 6:3, 65:7, 6:1 |
| 3.  | 19. November 2023 | Solarino            | ITF W25   | Teppich   | Lisa Pigato            | 6:2, 6:3       |
| 4.  | 10. März 2024     | Solarino            | ITF W35   | Teppich   | Jessica Pieri          | 6:3, 6:0       |
| 5.  | 30. Juni 2024     | Palma del Río       | ITF W50   | Hartplatz | Leonie Küng            | 7:5, 6:4       |
| 6.  | 26. Januar 2025   | La Marsa            | ITF W50   | Hartplatz | Andrea Lázaro García   | 6:3, 6:2       |

### Doppel
| Nr. | Datum             | Turnier             | Kategorie | Belag             | Partnerin        | Finalgegnerinnen                         | Ergebnis          |
| --- | ----------------- | ------------------- | --------- | ----------------- | ---------------- | ---------------------------------------- | ----------------- |
| 1.  | 2. April 2022     | Scharm asch-Schaich | ITF W15   | Hartplatz         | Dominika Šalková | Mei Hasegawa Saki Imamura                | 6:1, 6:4          |
| 2.  | 8. September 2023 | Frýdek-Místek       | ITF W25   | Sand              | Mana Kawamura    | Maryna Kolb Nadija Kolb                  | 6:1, 6:3          |
| 3.  | 11. November 2023 | Solarino            | ITF W25   | Teppich           | Julie Štruplová  | Gaia Maduzzi Vittoria Paganetti          | 6:1, 64:7, [10:8] |
| 4.  | 2. März 2024      | Helsinki            | ITF W35   | Hartplatz (Halle) | Laura Hietaranta | Valentini Grammatikopoulou Martyna Kubka | 6:3, 6:1          |